# Steyr TMP
 TMP (англ. Tactical Machine Pistol — тактичний автоматичний пістолет) — автоматичний пістолет під патрон 9 × 19 мм Парабелум, виробництва австрійської компанії Steyr Mannlicher .
Серійне виробництво зброї було розпочато наприкінці 1992 року .

## Опис
Корпус TMP та використовувані магазини виготовлено з синтетичного матеріалу DCEF 1313 . У задній частині є антабка. Автоматика працює за рахунок віддачі ствола при його короткому ході, замикання ствола здійснюється його поворотом. УСМ дозволяє вести стрілянину поодинці та безперервним вогнем.
Корпус TMP ділиться на дві частини: нижня з УСМ та запобіжником і верхня зі стволом, затвором та поворотною пружиною.
Запобіжників три: два з них запобігають пострілу за незакритого затвора і падінні зброї, а третій блокує курок до натискання на спусковий гачок.
На цівку є додаткове переднє руків'я. Приклад відсутній, однак може встановлюватися окремо. Через невеликі розміри пістолет легко ховається під одягом.

## Варіанти
- SPP — самозарядний варіант, пістолет без переднього руків'я. Ствол подовжений.
- MP9 — пістолет-кулемет, створений компанією Brugger + Thomet AG на базі TMP. Основні відмінності: наявність складаного праворуч прикладу та планки Пікатінні для встановлення додаткових прицільних пристосувань.
  - Також існують такі варіанти MP9, як TP9, TP9SF, TP9 Carbine, MP9-FX, MP9-M.

## Країни-оператори
- Австрія — перебуває на озброєнні армійського спецпідрозділу Jagdkommando і поліцейського спецпідрозділу EKO Cobra.
- Індія: MP9 використовується поліцією Мумбаї[3].
- Італія: використовується підрозділом Gruppo di Intervento Speciale[4].
- Португалія: MP9 використовується португальської армією[5].
- Україна — у 2013 році на озброєння спецпідрозділу «Титан» Державної служби охорони МВС України надійшла партія MP-9[6].
- Швейцарія: MP9 використовується деякими підрозділами армії Швейцарії.
- Казахстан: MP9 використовуються спецпідрозділами.
- Франція: охорона Президента[7].
- Росія: MP9 використовуються деякими співробітниками ЦСП ФСБ.